# Tigre Valles
Le Tigre Valles sono una struttura geologica della superficie di Marte.